# InChI
InChI (англ. International Chemical Identifier, (вимовляється інш́і) — міжнародний хімічний ідентифікатор IUPAC. Являє собою стандартизований структурний код для позначення молекул. За допомогою InChI полегшується пошук відомостей у банках даних та інтернеті.
InChI створений у 2000–2004 роках двома організаціями IUPAC та NIST та дозволяє створити цифрову інформацію для кожної хімічної сполуки. Інформація про структуру хімічної сполуки визначається у 6 інформаційних рівнях: вид та кількість зв'язків, таутомерія, ізотопія, фіксований H-рівень, стереохімія та формальний заряд іонів. Відповідний алгоритм перетворює ці дані в ідентифікаційний ряд.

## Приклади
| CH3CH2OH Етанол       | InChI=1/C2H6O/c1-2-3/h3H,2H2,1H3                                         |
| L-Аскорбінова кислота | InChI=1/C6H8O6/c7-1-2(8)5-3(9)4(10)6(11)12-5/h2,5,7-10H,1H2/t2-,5+/m0/s1 |

## InChI рівні
існує 6 InChI рівнів:
1. Головний рівень.
  - Хімічна формула
2. Рівень електричних зарядів
  - протонний підрівень (префікс «p» для протонів)
  - підрівень заряду (префікс «q»)
3. Стереохімічний рівень
  - подвійні зв'язки та кумулени (префікс «b»)
  - тераедрична стереохімія атомів та алени (префікси «t», «m»)
  - тип стереохімічної інформації (префікс «b»)
4. Ізотопія
  - (префікси «i», «h», так і «b», «t», «m», «s» для стереохімії ізотопів)
5. Фіксований H-рівень (префікс «f»)
6. «Reconnected Layer» — вид та кількість зв'язків (префікс "r)

Рівні і підрівні розділені  «/». Всі рівні та підрівні за винятком підрівня хімічної формули головного рівня починаються з маленької літери, яка вказує на інформаційний тип рівня.